# 米洛斯蒂夫
50°37′20″N 26°0′58″E / 50.62222°N 26.01611°E
米洛斯蒂夫（烏克蘭語：Милостів），是烏克蘭西北部里夫内州里夫内区佳季科维奇市镇的村落。面積0.83平方公里，海拔高度218米，2001年人口296，人口密度每平方公里356.6人。